# Glòria (sèrie de televisió)
Glòria (títol original, Gloria) és una minisèrie de televisió francobelga en sis capítols, emesa l'any 2021 al canal TF1. S'ha doblat al català per TV3, que va emetre-la el 6 i 7 d'abril de 2023.
Aquesta minisèrie és l'adaptació de la minisèrie gal·lesa Un Bore Mercher, emesa entre el 2017 i el 2018 a la BBC Cymru Wales. El rodatge va tenir lloc entre febrer i setembre de 2020. La sèrie és una producció Quad Drama en coproducció amb TF1, AT-Production i la RTBF.

## Sinopsi
La Glòria és una advocada i mare de tres fills que està a punt de tornar a la feina després de baixar per maternitat. La nit anterior passa la vetllada amb uns amics i, l'endemà, el seu marit David va a treballar com de costum al bufet d'advocats que va heretar del seu pare Richard. Però aviat ningú no el pot localitzar. La Glòria ha de substituir-lo per defensar un traficant de drogues penedit, l'Stan. Ella descobreix que el bufet està molt endeutat i ha perdut la majoria dels clients. A més, en David ha tornat a fumar i acudeix a un psiquiatre sense dir-ho. Ella troba entre les seves pertinences un carnet d'identitat fals, a nom del seu xicot adolescent que va morir en un accident de moto. Caldrà saber per què David ha desaparegut, quines eren les seves activitats i quin és el vincle amb el passat.

## Repartiment
- Cécile Bois: Glòria Meyers
- Elsa Hyvaert: Rose Meyers
- Sarah Berru: Alice Meyers
- Barbara Schulz: Marianne Volton
- Joey Starr: Stan Baldini
- Bernard Le Coq: Richard Meyers
- Nicole Calfan: Odile Meyers
- Michaël Cohen: David Meyers
- Malik Zidi: Denis Gauvin
- Lucie Lucas: Émilie Gauvin
- Anne Consigny: Gaëlle Brak
- Mathieu Madénian: Arthur
- Amelle Chahbi: Chacha
- Mariama Gueye: Clarisse
- Clotilde Mollet: Carole Faustin
- Patrick Descamps: Philippe Lazargue

## Episodis
| Episodi | Títol       | Direcció       | Guió                           | Data d'estrena a TF1 | Emissió a TV3     | Audiència a TV3 |
| ------- | ----------- | -------------- | ------------------------------ | -------------------- | ----------------- | --------------- |
| 1       | "Episodi 1" | Julien Colonna | Bruno Dega i Jeanne Le Guillou | 18 de març de 2021   | 6 d'abril de 2023 |                 |
|         |             |                |                                |                      |                   |                 |
| 2       | "Episodi 2" | Julien Colonna | Bruno Dega i Jeanne Le Guillou | 18 de març de 2021   | 6 d'abril de 2023 |                 |
|         |             |                |                                |                      |                   |                 |
| 3       | "Episodi 3" | Julien Colonna | Bruno Dega i Jeanne Le Guillou | 25 de març de 2021   | 6 d'abril de 2023 |                 |
|         |             |                |                                |                      |                   |                 |
| 4       | "Episodi 4" | Julien Colonna | Bruno Dega i Jeanne Le Guillou | 25 de març de 2021   | 7 d'abril de 2023 |                 |
|         |             |                |                                |                      |                   |                 |
| 5       | "Episodi 5" | Julien Colonna | Bruno Dega i Jeanne Le Guillou | 1 d'abril de 2021    | 7 d'abril de 2023 |                 |
|         |             |                |                                |                      |                   |                 |
| 6       | "Episodi 6" | Julien Colonna | Bruno Dega i Jeanne Le Guillou | 1 d'abril de 2021    | 7 d'abril de 2023 |                 |
|         |             |                |                                |                      |                   |                 |

## Localització
Majoritàriament les escenes es van filmar a les localitats de Sant-Maloù i Cancale (on es troba la casa de la Gloria) i voltants dins el departament d'Ille i Vilaine a la regió de la Bretanya. D'altres escenes també es filmaren a la Pointe du Grouin i la Costa Maragda situades a prop.
Les oficines de la Gendarmeria es van instal·lar a l'edifici de la Cambra de Comerç i d'Indústria de Sant-Maloù. Al Tribunal d'Alta Instància de Pontoise, al departament de Val-d'Oise, també es van filmar algunes escenes breus del personatge d'Arthur del primer episodi.
El vaixell que el David regala a la Gloria, es diu Étoile "BOB IV" i està amarrat al port de Sablons de Sant-Maloù.